# Chiarbola Ponziana Calcio
ASD Chiarbola Ponziana Calcio – włoski klub piłkarski, mający swoją siedzibę w mieście Triest, na północy kraju.

## Historia
Chronologia nazw:
- 1912: Circolo Sportivo Ponziana
- 1918: klub rozwiązano – po fuzji z Foot-Ball Club Trieste, w wyniku czego powstał US Triestina
- 1920: Circolo Sportivo Ponziana
- 1928: Associazione Sportiva Ponziana Edera – po fuzji z Edera Triest
- 1930: Esperia Trieste – po fuzji z Gruppo Sportivo Cantieri San Marco
- 1931: Società Sportiva Ponziana
- 1946: klub podzielił się na dwa zespoły Amatori Ponziana i SS Ponziana
- 1949: Circolo Sportivo Ponziana – po zjednoczeniu obu zespołów
- 2015: klub zawiesił działalność
- 2016: A.S.D. Chiarbola Ponziana Calcio

Piłkarski klub Circolo Sportivo Ponziana został założony w Trieście w 1912 roku. Najpierw zespół uczestniczył w rozgrywkach regionalnych. Po przerwie związanej z I wojną światową klub w 1918 połączył się z Foot-Ball Club Trieste, w wyniku czego powstał US Triestina, a klub odrodził się po dwóch latach w 1920 roku. W sezonie 1920/21 zespół startował w Campionato Giuliano. W 1922 awansował do Terza Divisione. W sezonie 1925/26 zwyciężył w grupie B i zdobył promocję do drugiej dywizji. Ale po kolejnej reorganizacji systemu lig pozostał w trzeciej dywizji, która otrzymała nazwę Seconda Divisione. W następnym sezonie 1926/27 zajął pierwsze miejsce w grupie C Seconda Divisione Nord i awansował do Prima Divisione, gdzie zajął piąte miejsce w grupie C. Latem 1928 był zmuszony przez reżim faszystowski połączyć się z Edera Triest w klub AS Ponziana Edera. W 1929 znów był piątym w grupie C. W następnym sezonie 1929/30 zajął trzecie miejsce w grupie C. Po fuzji z Gruppo Sportivo Cantieri San Marco klub zmienił nazwę na Esperia Trieste, ale po roku w 1931 przywrócił nazwę SS Ponziana. Sezon 1934/35 zakończył rozgrywki na 10.pozycji w grupie A, ale tak jak nastąpiła reorganizacja systemu lig, to został zdegradowany o 2 klasy do czwartej Prima Divisione Regionale. W następnym sezonie 1935/36 zajął 5.miejsce w grupie Venezia Giulia i awansował do Serie C. Do 1943 roku klub występował w Serie C, zajmując miejsca pomiędzy drugim a dziesiątym.
W sezonie 1943/44 startował w eliminacjach Venezia Giulia w Campionato Alta Italia, ale po zajęciu ostatniego 8.miejsca w grupie nie zakwalifikował się do półfinałów rozgrywek o mistrzostwo Włoch. Po roku przerwy związanej z działaniami wojskowymi na terenie Włoch podczas II wojny światowej w sezonie 1945/46 ponownie grał w Serie C. Po wojnie Triest stał się zarzewiem konfliktu między Włochami a Jugosławią. W 1946 roku klub przyjmuje ofertę Jugosłowiańskiego Związku Piłki Nożnej, który zakwalifikował klub Amatori Ponziana do Pierwszej Ligi, ale nadal utrzymuje członkostwa w F.I.G.C., pod egidą której w Serie C występowała drużyna rezerw. W sezonie 1946/47 w jugosłowiańskiej pierwszej lidze klub zajął spadkowe 11.miejsce, ale z powodów politycznych utrzymał się w niej, a zespół rezerw we włoskiej Serie C zajął 15.miejsce w grupie I. W następnym sezonie 1947/48 klub zajął 7.miejsce w Prva Liga oraz 3.miejsce w grupie I. W 1948 nastąpiła reorganizacja systemu lig we Włoszech i klub został zdegradowany do czwartej klasy. W sezonie 1948/49 w jugosłowiańskiej lidze klub zajął ostatnie 10.miejsce i spadł do drugiej ligi, a we włoskiej był trzecim w grupie F Lega Nord di Promozione. W 1949 roku nastąpiło połączenie tych dwóch zespołów w Circolo Sportivo Ponziana pod patronatem FIGC, ale piłkarze, którzy występowali w mistrzostwach Jugosławii zostały zawieszone na trzy miesiące.
W sezonie 1949/50 klub zwyciężył w grupie A Lega Nord di Promozione i awansował do Serie C. W sezonie 1950/51 został sklasyfikowany na 15.pozycji w grupie B. Sezon 1951/52, w którym zajął 14.miejsce w grupie B, był ostatnim sezonem w trzeciej klasie. Potem klub występował w Serie D oraz niższych regionalnych ligach. W sezonie 2014/15 po 4 kolejkach zrezygnował z dalszych rozgrywek w grupie C Prima Categoria Friuli-Venezia Giulia.
W 2016 klub został reaktywowany jako A.S.D. Chiarbola Ponziana Calcio i startował w sezonie 2016/17 w rozgrywkach Prima Categoria Friuli-Venezia Giulia.

## Sukcesy

### Trofea międzynarodowe
Nie uczestniczył w rozgrywkach europejskich (stan na 31-12-2016).

### Trofea krajowe
| \| \| Zdobyte trofea w rozgrywkach Włoch (stan na: 31-05-2017) \| |                                                          |      |                                |
| Rozgrywki                                                         | Osiągnięcie                                              | Razy | Sezon(y)                       |
| · Mistrzostwo                                                     | I miejsce                                                | 0    |                                |
| · Mistrzostwo                                                     | II miejsce                                               | 0    |                                |
| · Mistrzostwo                                                     | III miejsce                                              | 0    |                                |
| · Mistrzostwo                                                     | 8.miejsce                                                | 1    | 1943/44 (grupa Venezia Giulia) |
| II liga                                                           | I miejsce                                                | 0    |                                |
| II liga                                                           | II miejsce                                               | 0    |                                |
| II liga                                                           | III miejsce                                              | 1    | 1929/30 (grupa C)              |
| Włochy                                                            | Zdobyte trofea w rozgrywkach Włoch (stan na: 31-05-2017) |      |                                |

| \| \| Zdobyte trofea w rozgrywkach Jugosławii (stan na: 31-03-2017) \| |                                                               |      |          |
| Rozgrywki                                                              | Osiągnięcie                                                   | Razy | Sezon(y) |
| Mistrzostwo                                                            | I miejsce                                                     | 0    |          |
| Mistrzostwo                                                            | II miejsce                                                    | 0    |          |
| Mistrzostwo                                                            | III miejsce                                                   | 0    |          |
| Mistrzostwo                                                            | 7.miejsce                                                     | 1    | 1947/48  |
| Puchar                                                                 | zdobywca                                                      | 0    |          |
| Puchar                                                                 | finalista                                                     | 0    |          |
| II liga                                                                | I miejsce                                                     | 0    |          |
| II liga                                                                | II miejsce                                                    | 0    |          |
| II liga                                                                | III miejsce                                                   | 0    |          |
|                                                                        | Zdobyte trofea w rozgrywkach Jugosławii (stan na: 31-03-2017) |      |          |

## Stadion
Klub rozgrywa swoje mecze domowe na Stadio Giorgio Ferrini w Trieście, który może pomieścić 1700 widzów.